# David di Donatello a la millor actriu estrangera
El premi David di Donatello a la millor actriu estrangera (en italià: David di Donatello per la migliore attrice straniera) és un premi de cinema que va atorgar l'Acadèmia del Cinema Italià (ACI, Accademia del Cinema Italiano) per reconèixer els esforços destacats de les actrius de cinema no italianes durant l'any anterior a la cerimònia. El premi es va donar per primera vegada el 1957 i es va deixar de donar el 1996.
Les candidates i les guanyadores eren seleccionades per votació secundària per tots els membres de l’Acadèmia.

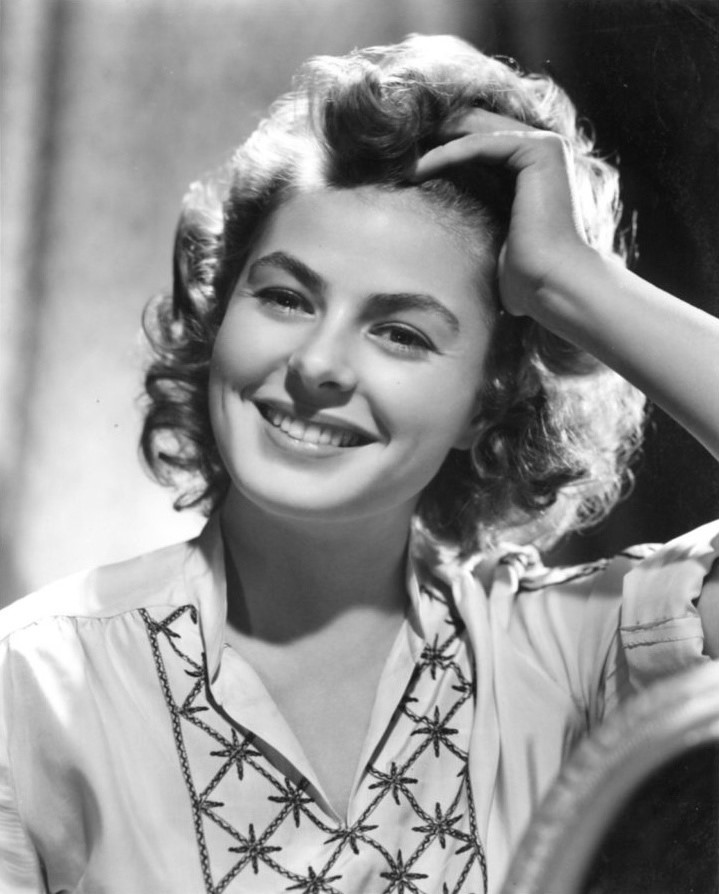
Ingrid Bergman fou la primera en obtenir el premi el 1957.

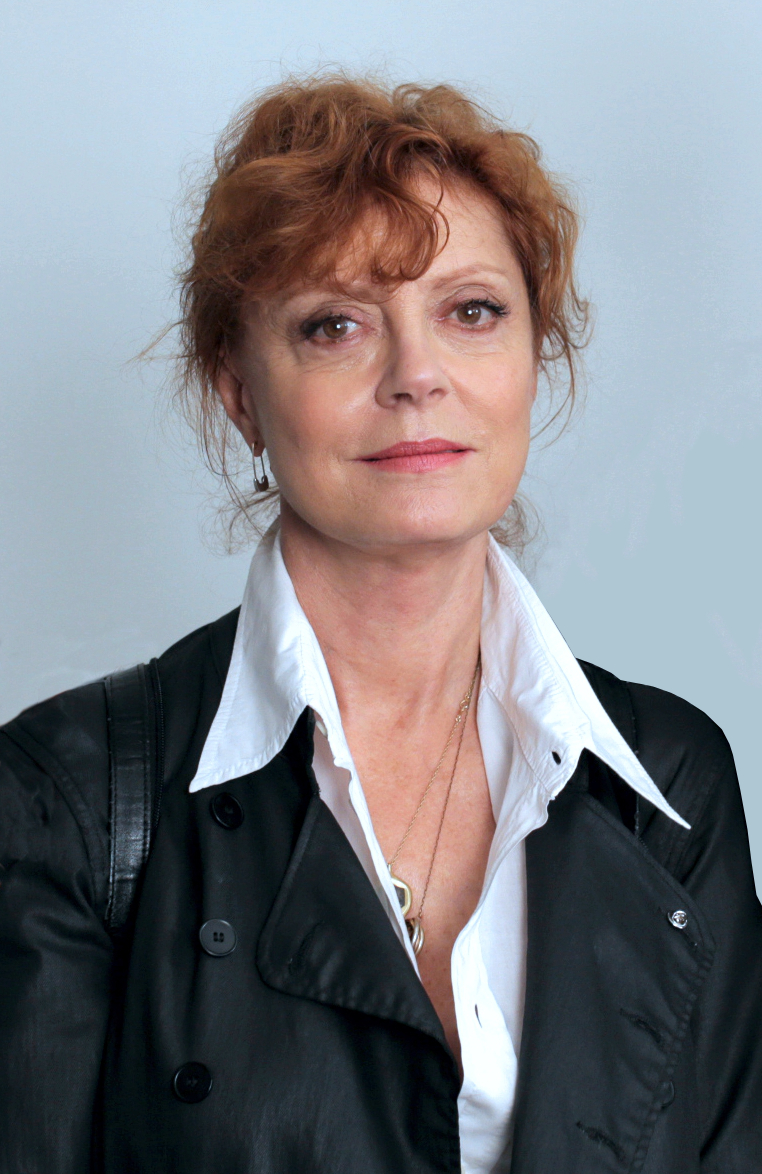
Susan Sarandon fou l'última en obtenir el premi el 1996.

## Guanyadores
Les guanyadores del premi han estat:

### Anys 1956-1959
- 1957: Ingrid Bergman - Anastasia
- 1958: no entregat
- 1959: Deborah Kerr - Taules separades (Separate Tables)

### Anys 1960-1969
- 1960: Audrey Hepburn - Història d'una monja (The Nun's Story)
- 1961: Brigitte Bardot - La veritat (La vérité)
- 1962: Audrey Hepburn - Esmorzar amb diamants (Breakfast at Tiffany)
- 1963: Geraldine Page - Dolç ocell de joventut (Sweet Bird of Youth)
- 1964: Shirley MacLaine - Irma la douce (Irma la Douce)
- 1965: Audrey Hepburn - My Fair Lady (My Fair Lady)
- 1966: Julie Andrews - Somriures i llàgrimes (The Sound of Music)
- 1967: Julie Christie (ex aequo)- Doctor Jivago (Doctor Zhivago) i Elizabeth Taylor (ex aequo)- L'amansiment de la fúria (The Taming of the Shrew)
- 1968: Faye Dunaway (ex aequo)- Bonnie i Clyde (Bonnie and Clyde) i Katharine Hepburn (ex aequo)- Endevina qui ve a sopar (Guess Who's Coming to Dinner)
- 1969: Barbra Streisand (ex aequo)- Funny Girl (Funny Girl) i Mia Farrow (ex aequo)- La llavor del diable (Rosemary's Baby)

### Anys 1970-1979
- 1970: Liza Minnelli - The Sterile Cuckoo
- 1971: Ali MacGraw - Love Story
- 1972: Elizabeth Taylor - Joc de tres (Zee and Co.)
- 1973: Liza Minnelli - Cabaret
- 1974: Barbra Streisand (ex aequo)- Tal com érem (The Way We Were) i Tatum O'Neal (ex aequo)- Lluna de paper (Paper Moon)
- 1975: Liv Ullmann - Secrets d'un matrimoni (Scener ur ett äktenskap)
- 1976: Isabelle Adjani (ex aequo)- L'Histoire d'Adèle H. i Glenda Jackson (ex aequo)- Hedda
- 1977: Annie Girardot (ex aequo)- Cours après moi que je t'attrape i Faye Dunaway (ex aequo)- Network
- 1978: Jane Fonda (ex aequo)- Julia i Simone Signoret (ex aequo)- La vida al davant (La Vie devant soi)
- 1979: Ingrid Bergman (ex aequo)- Sonata de tardor (Höstsonaten) i Liv Ullmann (ex aequo)- Sonata de tardor (Höstsonaten)

### Anys 1980-1989
| Any                | Actriu                                                     | Pel·lícula     |
| ------------------ | ---------------------------------------------------------- | -------------- |
| 1980               | Isabelle Huppert                                           | La dentellière |
| 1981               |                                                            |                |
| Catherine Deneuve  | Le Dernier métro                                           |                |
| Vera Pap           | Angi Vera                                                  |                |
| Susan Sarandon     | Atlantic City                                              |                |
| 1982               |                                                            |                |
| Diane Keaton       | Reds                                                       |                |
| Jutta Lampe        | Les germanes alemanyes (Die bleierne Zeit)                 |                |
| Meryl Streep       | La dona del tinent francès (The French Lieutenant's Woman) |                |
| 1983               |                                                            |                |
| Julie Andrews      | Víctor, Victòria                                           |                |
| Sissy Spacek       | Missing                                                    |                |
| Jessica Lange      | Tootsie                                                    |                |
| 1984               |                                                            |                |
| Shirley MacLaine   | La força de la tendresa (Terms of Endearment)              |                |
| Debra Winger       | La força de la tendresa (Terms of Endearment)              |                |
| Meryl Streep       | La decisió de la Sophie (Sophie's choice)                  |                |
| 1985               |                                                            |                |
| Meryl Streep       | Falling in love                                            |                |
| Mia Farrow         | Broadway Danny Rose                                        |                |
| Nastassja Kinski   | Paris, Texas                                               |                |
| 1986               |                                                            |                |
| Meryl Streep       | Out of Africa                                              |                |
| Phyllis Logan      | Another Time, Another Place                                |                |
| Miranda Richardson | Dance with a Stranger                                      |                |
| 1987               |                                                            |                |
| Norma Aleandro     | La historia oficial                                        |                |
| Deborah Kerr       | The Assam Garden                                           |                |
| Sabine Azéma       | Mélo                                                       |                |
| 1988               |                                                            |                |
| Cher               | Encís de lluna (Moonstruck)                                |                |
| Glenn Close        | Atracció fatal (Fatal Attraction)                          |                |
| Barbra Streisand   | Nuts                                                       |                |
| 1989               |                                                            |                |
| Jodie Foster       | Acusats (The Accused)                                      |                |
| Isabelle Huppert   | Une affaire de femmes                                      |                |
| Shirley MacLaine   | Madame Sousatzka                                           |                |

### Anys 1990-1996
| Any                         | Actriu                                                     | Pel·lícula |
| --------------------------- | ---------------------------------------------------------- | ---------- |
| 1990                        |                                                            |            |
| Jessica Tandy               | Tot passejant Miss Daisy (Driving Miss Daisy)              |            |
| Kathleen Turner             | La guerra dels Rose (The War of the Roses)                 |            |
| Meg Ryan                    | Quan en Harry va trobar la Sally (When Harry Met Sally...) |            |
| Miou-Miou                   | Milou en mai                                               |            |
| Mia Farrow                  | Delictes i faltes (Crimes and Misdemeanors)                |            |
| 1991                        |                                                            |            |
| Anne Parillaud              | Nikita                                                     |            |
| Glenn Close                 | Hamlet, l'honor de la venjança (Hamlet)                    |            |
| Julia Roberts               | Pretty Woman                                               |            |
| Mia Farrow                  | Alice                                                      |            |
| Joanne Woodward             | Mr. & Mrs. Bridge                                          |            |
| 1992                        |                                                            |            |
| Geena Davis (ex aequo)      | Thelma i Louise                                            |            |
| Susan Sarandon (ex aequo)   | Thelma i Louise                                            |            |
| Gong Li                     | Dà Hóng Dēnglóng Gāogāo Guà                                |            |
| 1993                        |                                                            |            |
| Emmanuelle Béart (ex aequo) | Un cor a l'hivern (Un coeur en hiver)                      |            |
| Tilda Swinton (ex aequo)    | Orlando                                                    |            |
| Emma Thompson (ex aequo)    | Retorn a Howards End (Howards End)                         |            |
| 1994                        |                                                            |            |
| Emma Thompson               | El que queda del dia (The Remains of the Day)              |            |
| Holly Hunter                | El piano (The Piano)                                       |            |
| Michelle Pfeiffer           | L'edat de la innocència (The Age of Innocence)             |            |
| 1995                        |                                                            |            |
| Jodie Foster                | Nell                                                       |            |
| Andie MacDowell             | Quatre bodes i un funeral (Four Weddings and a Funeral)    |            |
| Uma Thurman                 | Pulp Fiction                                               |            |
| 1996                        |                                                            |            |
| Susan Sarandon              | Pena de mort (Dead Man Walking)                            |            |
| Emmanuelle Béart            | Nelly et Monsieur Arnaud                                   |            |
| Emma Thompson               | Sentit i sensibilitat (Sense and Sensibility)              |            |